# De Grote Geschiedenisquiz
De Grote Geschiedenisquiz was van 2002 tot 2018 een Nederlands televisieprogramma dat werd geproduceerd door de NTR. Het was een jaarlijks terugkerende quiz over verschillende onderwerpen binnen de geschiedenis.

## Presentatoren
- 2002-2004: Jan Tromp
- 2009-2017: Joost Karhof
- 2018: Herman van der Zandt en Nienke de la Rive Box